# Apol·loni de Memfis
Apol·loni de Memfis (grec antic: Ἀπολλώνιος Μεμφίτης, llatí: Apollonius Memphites) va ser un metge grec d'Egipte, nascut a Memfis. Era seguidor d'Erasístrat. Va viure al segle iii aC. Va escriure una obra intitulada «Sobre els noms de les parts del cos humà», citada per Erotià, Galè i Nicolau Mirepsos.
És probablement la mateixa persona coneguda com a Apol·loni Estratònic (grec antic: Ἀπολλώνιος ὁ ἀπὸ Στράτωνος, llatí: Apollonius Stratonicus), i si és així va ser deixeble d'Estrató i va escriure un llibre sobre el pols esmentat per Galè.